# Џокер
Џокер (🃏; енгл. Joker — „шаљивчина”) је посебна карта за играње која нема боју нити вредност и може заменити сваку другу мапу. У неким играма (Jucker) је то најјача карта. На мапи је обично нацртана дворска луда. У шпилу се налазе два или три џокера.

## Историја
Сматра се да име џокер потиче од погрешног изговора речи Jucker, немачког назива за игру Jucker (енгл. Euchre), игре у којој је та карта први пут уведена (око 1860).

## Коришћење у играма
- Џокер се не користи у већини игара. Неке од њих су:
  - Преферанс
  - Бакара
  - Белот
  - Блацкјацк
  - Вист
  - Шнапс ...
- Игре у којима џокер мења било коју мапу:
  - Бурацо
  - Канаста
  - Реми
- Игре у којима је џокер најјача карта:
  - Јукер

## Утицај
Реч џокер је ушла у широку употребу са значењима сличним оним у картама, а најчешће симболизује изненађење, односно осигурава успех ("ММФ: Стари џокер за нову Владу", "Црни ким - имунолошки џокер").